# Halyna Pundyková
Halyna Vasylivna Pundyková (* 16. května 1987 Čotyrbok, Sovětský svaz) je ukrajinská sportovní šermířka, která se specializuje na šerm šavlí.
Ukrajinu reprezentuje od prvního desetiletí jednadvacátého století. Na olympijských hrách startovala v roce 2008 v soutěži jednotlivkyň a družstev. V roce 2009 a 2011 obsadila třetí místo na mistrovství Evropy v soutěži jednotlivkyň. S ukrajinským družstvem šavlistek vybojovala na olympijských hrách 2008 zlatou olympijskou medaili. V roce 2009 a 2013 vybojovala s družstvem titul mistryň světa v a roce 2009 a 2010 titul mistryň Evropy.